# Masterpiece of Bitterness
Masterpiece of Bitterness drugi je studijski album islandskog post-metal sastava Sólstafir. Album je 30. prosinca 2005. godine objavio Spikefarm Records, ogranak diskografske kuće Spinefarm Records.

## Popis pjesama
| 1.    | »I Myself the Visionary Head« | Aðalbjörn Tryggvason   | Tryggvason, Sæþór Maríus Sæþórsson | 19:58 |
| 2.    | »Nature Strutter«             | Tryggvason             | Tryggvason, Sæþórsson              | 9:26  |
| 3.    | »Bloodsoaked Velvet«          | Tryggvason             | Tryggvason                         | 5:21  |
| 4.    | »Ljósfari«                    | Guðmundur Óli Pálmason | Tryggvason                         | 8:58  |
| 5.    | »Ghosts of Light«             | Pálmason               | Tryggvason, Svavar Austman         | 8:47  |
| 6.    | »Ritual of Fire«              | Tryggvason             | Tryggvason                         | 14:32 |
| 7.    | »Náttfari« (instrumental)     |                        | Sæþórsson                          | 3:16  |
| 70:18 |                               |                        |                                    |       |

## Zasluge
Sólstafir
- Aðalbjörn Tryggvason – vokali, gitara, produkcija
- Guðmundur Óli Pálmason – bubnjevi
- Svavar Austman – bas-gitara
- Sæþór Maríus Sæþórsson – gitara

Dodatni glazbenici
- Hlín Pétursdóttir – vokali (na pjesmi 1)

Ostalo osoblje
- Sigvaldi Jónsson – omot albuma
- Sandra María Sigurðardóttir – naslovnica
- Gimsi – snimanje, miksanje, inženjer zvuka
- Mika Jussila – mastering